# Elemento ultratraza
En bioquímica, un elemento ultratraza es un elemento químico que normalmente comprende menos de un microgramo por gramo de un organismo determinado (es decir, menos del 0,0001% en peso), pero que desempeña un papel importante en su metabolismo. 
Los posibles elementos ultratraza en humanos incluyen boro, silicio, níquel, vanadio y cobalto. Otros posibles elementos ultratraza en otros organismos incluyen bromo, cadmio, flúor, plomo, litio y estaño.